# Саккырыр (аэропорт)
«Саккырыр» — региональный аэропорт в 0,8 км южнее п. Батагай-Алыта в Якутии. Имеет одну грунтовую взлетно-посадочную полосу 2000×60 м. Эксплуатируется Федеральным казённым предприятием «Аэропорты Севера» (является филиалом предприятия). Вокзал аэропорта рассчитан на 30 человек.

## Принимаемые типы воздушных судов
Ан-12, Ан-24, Ан-26, Ан-38, Ан-72, Ан-140, Ил-114, Як-40, Л-410 и другие типы воздушных судов 3-4 классов, вертолёты всех типов.

## Показатели деятельности
| год        | 2014 | 2015 | 2016 | 2017 |
| пассажиров | 5979 | 5899 | 5924 | 6251 |
| Источники: |      |      |      |      |